# 仙台市立住吉台中学校
仙台市立住吉台中学校（せんだいしりつ すみよしだいちゅうがっこう）は、宮城県仙台市泉区住吉台西四丁目にある公立中学校。通称は「住中」（すみちゅう）。

## 概要
- 住吉台ニュータウンが造成、分譲されて人口が増加して既存の根白石中学校の生徒数が増加し、小規模校だったこともあり対応ができなくなり住吉台ニュータウン内に新設校の住吉台中学校が開校した。

## 沿革
- 1991年（平成3年）4月 - 仙台市立根白石中学校より分離、開校。
- 1996年（平成8年）4月 - 生徒数増加にともない、住吉台中学校より仙台市立館中学校が分離、開校。

## 学区
- 仙台市立住吉台小学校の学区

主に住吉台ニュータウンが学区になる。

## 所在地
- 宮城県仙台市泉区住吉台西4-1-2

## 部活動

### 運動部
- 野球部
- ソフトテニス部(男子、女子)
- バスケットボール部(男子、女子)
- バドミントン部(男子、女子)

### 文化部
- 吹奏楽部
- 美術部